# آرژانتین، کالیفرنیا
آرژانتین (به انگلیسی: Argentine) یک منطقهٔ مسکونی در ایالات متحده آمریکا است که در شهرستان پلوماس، کالیفرنیا واقع شده‌است. آرژانتین ۱٬۴۱۱ متر بالاتر از سطح دریا واقع شده‌است.